# مسرشميت إم 18
كانت بايرشه فولجتسويجفيركه إم 18، (المعروفة لاحقًا باسم مسرشميت إم 18) طائرة ركاب، أُنتجت في ألمانيا في أواخر عشرينيات القرن العشرين.

## التصميم والتطوير
صُممت تلبية لطلب تيودور كرونيس لتزويد مشروع شركة الخطوط الجوية الجديدة له، والتي ستصبح فيما بعد شركة النقل الجوي لشمال بافاريا، وكانت طائرة أحادية السطح تقليدية ذات جناح عالٍ ومثبتة على هيكل ذيل انزلاقي. بُني النموذج الأولي من الخشب، على الرغم من أن نماذج الإنتاج كانت ستحتوي على هيكل معدني. وقد أُشيد بالتصميم في عصره لنظافة ديناميكيته الهوائية وخفة بنائه واقتصاده في التشغيل.

## التاريخ التشغيلي

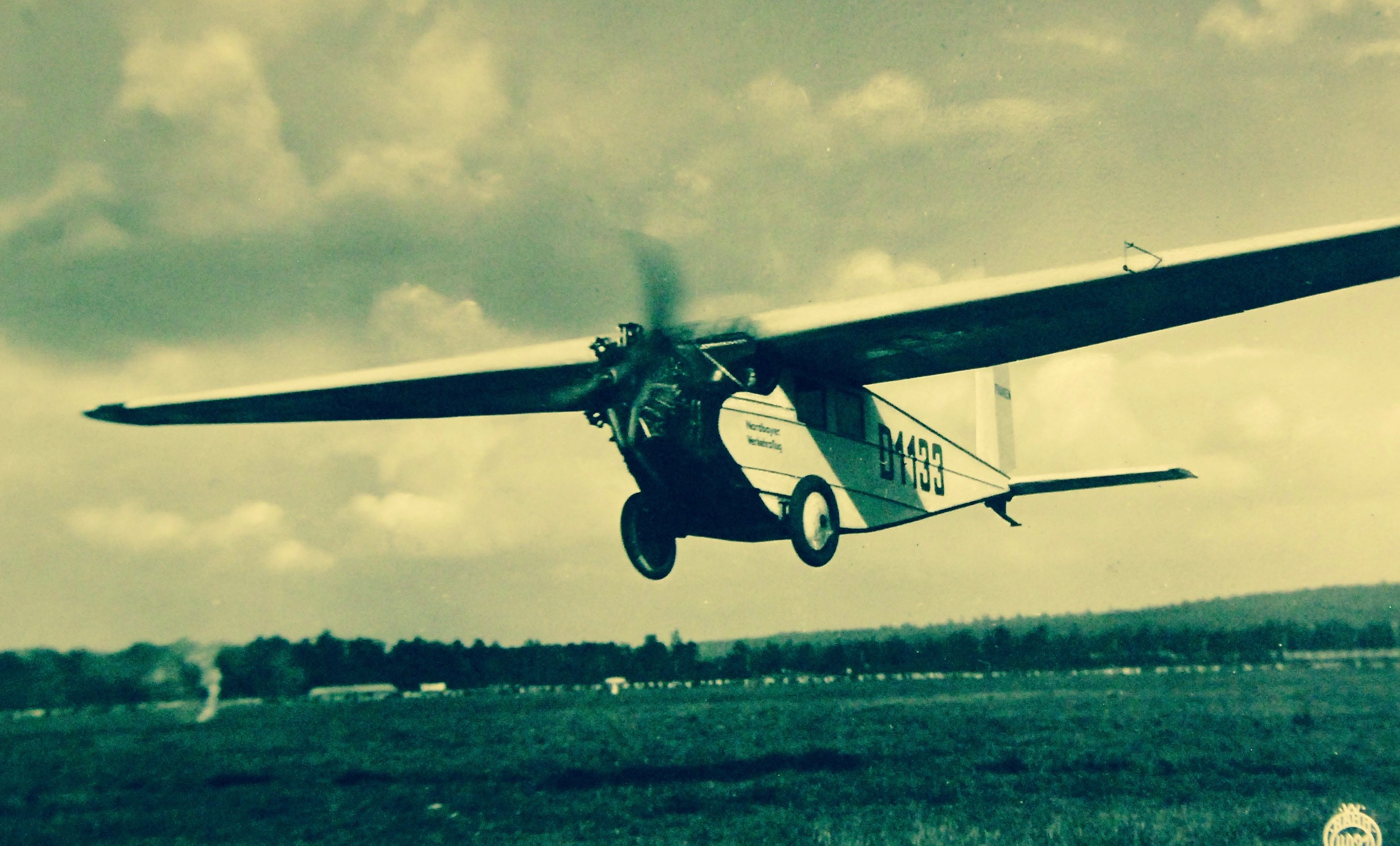
طائرة إم 18 تطير

أول طائرة إم18 دخلت الخدمة مع شركة النقل الجوي لشمال بافاريا قدمتها مسرشميت مقابل حصة 49٪ من الشركة الجديدة، وفي 26 يوليو بدأت الرحلات التجارية. مكنت النجاحات المبكرة الشركة من تقديم طلبات للحصول على نماذج إضافية من طراز محسن، إم 18 بي. اشترت في النهاية اثنتي عشرة من هذا الطراز، لكن تصنيعها سيتجاوز قدرة شركة مسرشميت الصغيرة، مما أدى إلى اندماجها مع شركة أشغال طائرات بافاريا في عام 1927. بعدما حملت شركة النقل الجوي لشمال بافاريا اسم شركة DEVAG في عام 1931، طُلب عدد صغير من إصدار محسن آخر، يسمى إم18 دي، ولكن سرعان ما حل محلها طراز مسرشميت إم 20 المماثل ولكن الأكبر حجمًا.

## الإصدارات
م 18أ
نسخة إنتاجية بثلاثة مقاعد بمحرك 60 كـو (80 حصان) سيمنز-هالسكه ش 11 (بُني منها اثنان)
م 18ب

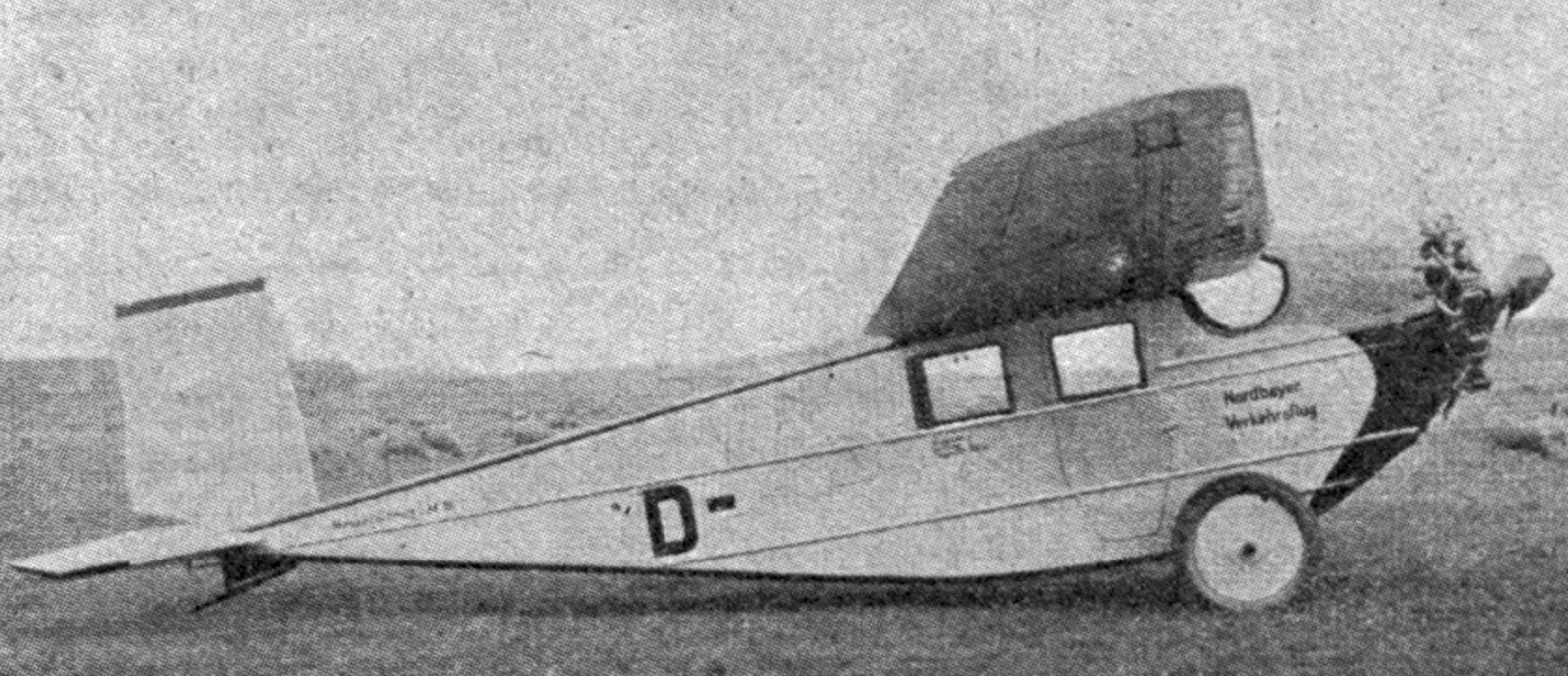
صورة لطائرة Messerschmitt M.18b من Les Ailes في 15 ديسمبر 1927

 نسخة إنتاج بثلاثة/أربعة مقاعد بمحرك بقوة 82 كـو (110 حصان) من نوع سيمنز-هالسكه ش 12 (12 طائرة)
م 18ج
نسخة المسح الفوتوغرافي بمحرك بقوم 164 كـو (220 حصان)محرك سيدلي لينكس (اثنان أو ثلاثة)
م 18د
نسخة موسعة تتسع لستة/سبعة/ثمانية ركاب، أُنتجت بمجموعة متنوعة من المحركات، بما في ذلك محرك 164 كـو (220 حصان) أرمسترونج سيدلي لينكس، 112 كـو (150 حصان) والتر مارس و240 كـو (320 حصان) رايت ويرلويند. (بني منها ثمانية)

## المشغلون
سويسرا
- القوات الجوية السويسرية